# 郭謙
郭謙，山西徐溝人，明朝政治人物。舉人出身。
永樂六年，戊子科山西鄉試中舉，后任户部河南清吏司員外郎。